# Herminia gypsalis
Herminia gypsalis är en fjärilsart som beskrevs av Augustus Radcliffe Grote 1880. Herminia gypsalis ingår i släktet Herminia och familjen nattflyn. Inga underarter finns listade i Catalogue of Life.